# Vincent Cronin
Vincent Archibald Patrick Cronin (Tredegar, 24 de mayo de 1924 – Marbella, 25 de enero de 2011) fue un escritor, historiador y biógrafo británico, conocido por sus biografías de Luis XIV, Luis XVI y María Antonieta, Catalina la Grande y Napoleón, así como sus libros del Renacimiento.

## Biografía
Cronin nació en Tredegar, hijo del doctor y también escritor A. J. Cronin y May Gibson, pero se trasladó a Londres a los dos años. Fue al Ampleforth College, Universidad de Harvard University y Sorbonne y el Trinity College, Oxford, donde se graduó con honores en 1947. Durante la Segunda Guerra Mundial, sirvió como teniente en la Armada británica.
En 1949, se casó con Chantal de Rolland, con la que tuvo cinco hijos. La familia estuvieron en Londres, Marbella y Dragey, en Avranches, Normandía. Murió en su casa de Marbella el 25 de enero de 2011.

## Premios
Cronin recibió el Premio Richard Hillary, el Premio William Heinemann (1955) y el Premio Rockefeller Foundation (1958). También contribuyó a la Revue des Deux Mondes, fue el primer editor general de la serie "Companion Guides" y formó parte del Consejo de la Royal Society of Literature.

## Obras
- The Golden Honeycomb: A Sicilian Quest (1954) ISBN 0-246-11125-9
- The Wise Man from the West: Matteo Ricci and his Mission to China (1955) ISBN 0-00-626749-1
- The Last Migration (1957) (on the Falqani tribe of South Persia) ISBN 0-85617-608-7
- "T. S. Eliot as a Translator." T. S. Eliot: A Symposium for His Seventieth Birthday. Ed. Neville Braybrooke, 129–137 (1958) ISBN 0-900391-82-0
- A Pearl to India: The Life of Roberto de Nobili (1959) ISBN 0-246-63709-9
- The Letter After Z (1960) (novel)
- Translator, L'Amour Profane by Alfred Kern (1961) (novel)
- A Calendar of Saints (1963)
- The Companion Guide to Paris (1963 - first edition) ISBN 0-00-613765-2
- Louis XIV (1964) ISBN 0-00-272072-8
- Translator, The Christian Centuries: A New History of the Catholic Church, Volume One: The First Six Hundred Years by Jean Danielou and Henri Marrou (1964) ISBN 0-232-35604-1
- Four Women in Pursuit of an Ideal (1965) (about Caroline, duchess de Berry, Marie D'Agoult, Eve Hanska and Marie Bashkirtseff; also published as The Romantic Way, 1966)
- Editor, The Sunday Times Travel and Holiday Guide (1966) (edited with Elizabeth Nicholas and Leonard Russell)
- The Florentine Renaissance (1967) ISBN 0-00-211262-0
- Mary Portrayed (1968) ISBN 0-87505-213-4
- "The Classical Ideal in Florence." Essays by Divers Hands, Volume XXXV: 23–39 (1969)
- Editor, The Companion Guide to the West Highlands of Scotland by W.H. Murray (1969) ISBN 0-13-154774-7
- The Flowering of the Renaissance (1969) ISBN 0-7126-9884-1
- Editor, The Companion Guide to the North Island of New Zealand by Errol Brathwaite (1970) ISBN 0-00-211139-X
- Napoleon (1971), ISBN 0-00-637521-9 (also published as Napoleon Bonaparte: An Intimate Biography, 1972, ISBN 0-688-00100-9)
- The Horizon Concise History of Italy (1972) ISBN 0-07-014477-X (also published as A Concise History of Italy, 1973, ISBN 0-304-29236-2)
- Louis and Antoinette (1974) ISBN 0-8095-9216-9
- Translator, Towards a New Democracy by Valéry Giscard d'Estaing (1977) ISBN 0-00-216156-7
- Catherine, Empress of All the Russias (1978) ISBN 0-00-216119-2
- Editor, Essays by Divers Hands, Volume XL (1979) ISBN 0-85115-119-1
- Editor, The Companion Guide to Florence by Eve Borsook (1979) ISBN 0-00-216245-8
- The View from Planet Earth: Man Looks at the Cosmos (1981) ISBN 0-688-01479-8
- Paris on the Eve, 1900-1914 (1989) ISBN 0-312-04876-9
- The Renaissance (1992) ISBN 0-00-215411-0
- Paris: City of Light, 1919-1939 (1994) ISBN 0-00-215191-X
- Chile Rediscovered (2009) ISBN 1-906768-02-1
- Nero (2010) ISBN 1-906768-14-5